# CF Brăila în sezonul 1989-1990
Sezonul 1989-1990  reprezintă ultimul sezon de Liga II echipa promovează la finalul sezonului în Liga I.

## Echipă
| Nr. |         | Poziție | Jucător             |
| --- | ------- | ------- | ------------------- |
| 1   | România | P       | Constantin Bratianu |
| -   | România | P       | Ionel Dinu          |
| -   | România | P       | Ștefan Nicoloff     |
| 3   | România | F       | Vasile Brătianu     |
| 6   | România | F       | Vasile Darie        |
| 4   | România | F       | Sandu Minciu        |
| 5   | România | F       | Adrian Baldovin     |
| -   | România | F       | Cristea Rusu        |
| -   | România | M       | Victor Titirișcă    |
| -   | România | M       | Gheorghe Negoiță    |
| -   | România | M       | Nicolae Pascu       |
| 10  | România | M       | Marius Stan         |
| 15  | România | M       | Ionel Drăgoi        |
| -   | România | M       | Aurel Marin         |
| -   | România | M       | Adrian Petrache     |
| -   | România | M       | Angelin Rădulescu   |
| -   | România | M       | Eugen Popescu       |
| -   | România | M       | Marius Anton        |
| -   | România | A       | Bogdan Muscă        |
| -   | România | A       | Marian Săvescu      |
| -   | România | A       | Marian Ivan         |
| 11  | România | A       | Aurelian Stamate    |
| 9   | România | A       | Constantin Luca     |

## Transferuri

### Sosiri
| Post | Jucător     | De la echipa  | Sumă de transfer  | Dată |  | ---- |
| ---- | ----------- | ------------- | ----------------- | ---- |  | ---- |
| M    | Marius Stan | Oțelul Galați | liber de contract | -    |  |      |

### Plecări
| Post | Jucător         | De la echipa          | Sumă de transfer  | Dată |  | ---- |
| ---- | --------------- | --------------------- | ----------------- | ---- |  | ---- |
| M    | Adrian Petrache | Olimpia Râmnicu Sărat | liber de contract | -    |  |      |

## Seria I

### Rezultate
| Victorii | Egaluri | Înfrângeri | Cea mai mare victorie | Cea mai mare înfrangere |

### Sezon intern
| 1  | CSM Suceava           | Dacia Unirea Brăila   |  | 0-1 |
| 2  | Dacia Unirea Brăila   | Unirea Focșani        |  | 1-2 |
| 3  | Dacia Unirea Brăila   | Foresta Fălticeni     |  | 0-0 |
| 4  | Dacia Unirea Brăila   | Politehnica Iași      |  | 0-0 |
| 5  | Steaua Mizil          | Dacia Unirea Brăila   |  | 1-2 |
| 6  | CFR Pașcani           | Dacia Unirea Brăila   |  | 0-2 |
| 7  | Dacia Unirea Brăila   | Poiana Câmpina        |  | 1-2 |
| 8  | Prahova Ploiești      | Dacia Unirea Brăila   |  | 0-6 |
| 9  | Aripile Bacău         | Dacia Unirea Brăila   |  | 0-2 |
| 10 | Dacia Unirea Brăila   | Ceahlăul Piatra Neamț |  | 0-0 |
| 11 | Dacia Unirea Brăila   | Oțelul Galați         |  | 1-0 |
| 12 | CS Botoșani           | Dacia Unirea Brăila   |  | 1-5 |
| 13 | Dacia Unirea Brăila   | Viitorul Vaslui       |  | 2-1 |
| 14 | Olimpia Râmnicu Sărat | Dacia Unirea Brăila   |  | 0-3 |
| 15 | Siretul Pașcani       | Dacia Unirea Brăila   |  | 0-2 |
| 16 | Dacia Unirea Brăila   | Unirea Slobozia       |  | 0-2 |
| 17 | Dacia Unirea Brăila   | Gloria Buzău          |  | 0-2 |

 Clasamentul după 17 etape se prezintă astfel: